# Кучюг
Кучюг (Кучуг) — печенізький хан, в 991 році перейшов на руську службу.

## Біографія
Кучюг був одним з печенізьких ханів. Згадується в Никонівському літописі під 991 (6499) роком, коли він з'явився до київського князю Володимиру і прийняв хрещення. Слідом за цим, хан поступив на службу до Великого князя, ― «… і служив Володимиру від чистого серця». Надалі Кучюг неодноразово відзначався у боях з печенігами на стороні руських військ. Степенева книга відзначає його «доброзвичайність» та «добрі справи». При цьому Кучюг користувався великою повагою і любов'ю князя Володимира, митрополита Михайла I і інших князів і бояр.